# Erosariinae
Erosariinae Schilder, 1924 è una sottofamiglia di molluschi gasteropodi della famiglia Cypraeidae.

## Tassonomia
La sottofamiglia comprende i seguenti generi:
- Cryptocypraea Meyer, 2003
- Ipsa Jousseaume, 1884
- Monetaria Troschel, 1863
- Naria Gray, 1837
- Nesiocypraea Azuma & Kurohara, 1967
- Nucleolaria Oyama, 1959
- Perisserosa Iredale, 1930
- Propustularia Schilder, 1927
- Staphylaea Jousseaume, 1884

Sono noti anche i seguenti generi fossili:
- Maestratia Dolin & Aguerre, 2019 †
- Palaeocypraea Schilder, 1928 †
- Praerosaria Dolin & Lozouet, 2004 †
- Subepona Dolin & Lozouet, 2004 †